# Dave Weckl

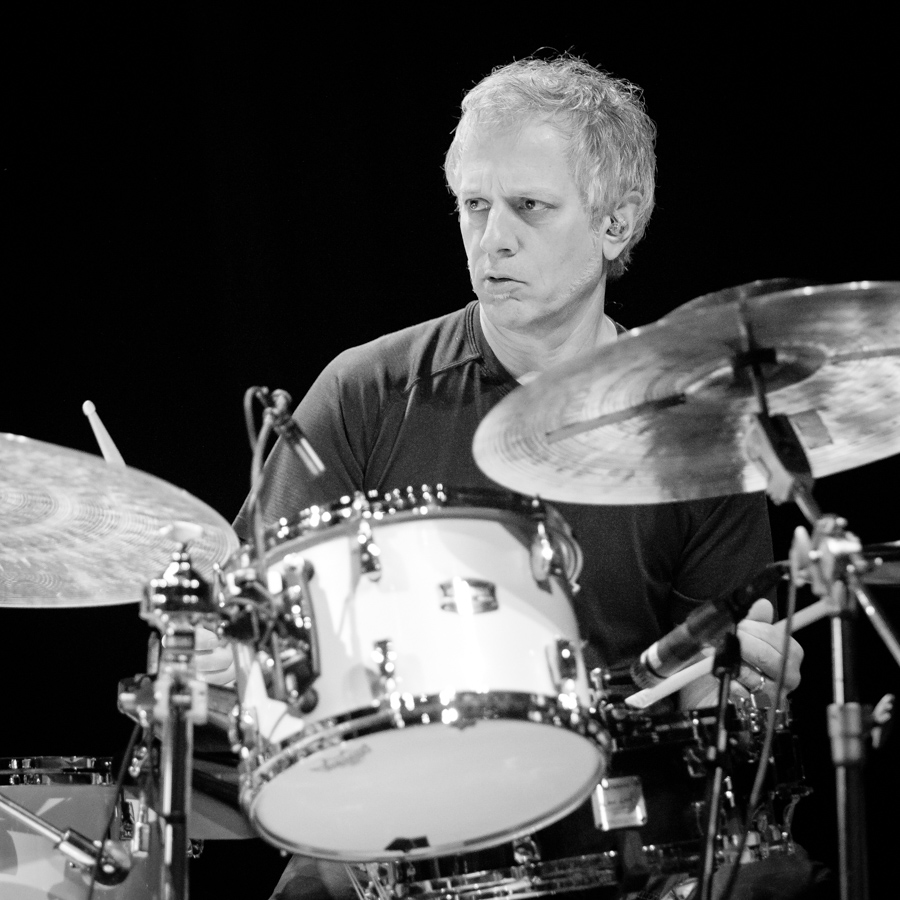
Dave Weckl (2018)
Bild: Tore Sætre

Dave Weckl (eigentlich David Joseph Weckl, * 8. Januar 1960 in St. Louis, Missouri) ist ein US-amerikanischer Jazz- und Fusion-Schlagzeuger.

## Leben und Wirken
Weckl begann mit acht Jahren mit dem Schlagzeugspiel; bereits während seiner Schulzeit erhielt er Auszeichnungen als Mitglied seiner Schulband. 1979 übersiedelte er an die Ostküste, wo er an der Universität von Bridgeport (Connecticut) graduierte. 
1981 zog er nach New York, wo er zunächst zur Fusionband Nitesprite gehörte und dann mit Michel Camilo und Anthony Jackson zu French Toast. 1983 spielte er auf der Simon & Garfunkel-Tournee; als Studiomusiker arbeitete er mit 
George Benson, Peabo Bryson und Robert Plant. Vor allem aufgrund seiner Arbeit mit Chick Corea und dessen Elektric Band, zu der er ab 1986 für sieben Jahre gehörte, wurde er weltweit bekannt. Weiterhin spielte er in Coreas Akoustic Band, mit der er 1990 einen Grammy für die „beste Jazz-Instrumentaldarbietung“ erhielt. Daneben trat er auch mit dem Manhattan Jazz Quintet auf. 1989 war er Mitwirkender beim legendären „Buddy Rich Memorial Concert“.
Seit 1990 veröffentlichte Weckl mehrere Soloplatten, die musikalisch im Fusion-Bereich angesiedelt sind. Chick Corea war bei einigen der Aufnahmen selbst beteiligt. Nach der Trennung von Corea arbeitete Weckl unter anderem mit den Gitarristen Mike Stern (1995–97) und Chuck Loeb zusammen, aber auch mit den GRP All Stars.
Zusammen mit seiner eigenen festen Band – der Dave Weckl Band, zu der seit 1998 der Keyboarder Jay Oliver und der Bassist Tom Kennedy gehörten – entwickelte er einen eigenen Stil. Es sind mittlerweile fünf Studioplatten, eine Best-of-Compilation sowie ein Live-Album entstanden.
Zu der Entwicklung, die Weckl in den letzten Jahren durchmachte, hat in hohem Maße der Schlagzeuger Freddie Gruber beigetragen. Bei ihm hat Weckl noch einmal – mit Mitte Dreißig – Unterricht genommen. Weckls Spiel ist technisch auf höchstem Niveau, wirkt heutzutage jedoch lockerer und weniger „maschinenhaft“ als noch in den späten 1980er Jahren. Durch die Einbindung von Perkussionsinstrumenten wie Djembé und Bongos am Drumset und deren simultanes Spiel zusammen mit dem regulären Set ergaben sich neue Möglichkeiten für das Schlagzeugspiel.
Als die neu formierte Chick Corea Elektric Band im Frühjahr 2004 Europa bereiste, war Dave Weckl wieder mit dabei. Ebenfalls 2017/18 bei den Konzerten, die Corea unter dem Titel Live bzw. The Musician veröffentlichte.

## Diskographie
Dave Weckl:
- 1990 – Master Plan
- 1992 – Heads Up
- 1994 – Hard-Wired

Dave Weckl Band:
- 1998 – Rhythm of the Soul
- 1999 – Synergy
- 2000 – Transition
- 2001 – The Zone (Best-of-CD/DVD)
- 2002 – Perpetual Motion
- 2003 – Live (and Very Plugged In)
- 2005 – Multiplicity

## Videos
VHS:
- 1988 – Back to Basics
- 1990 – The Next Step

DVD:
- 2003 – Back to Basics
- 2003 – The Next Step
- 2003 – How to Develop Technique
- 2003 – How to Practice
- 2006 – How to Develop Your Own Sound